# Marquesado de Hinojares
El Marquesado de Hinojares es un título nobiliario creado por el rey Carlos II en 1690 a favor de Iñigo Rudolfo Fernández de Angulo Sandoval. Su nombre se refiere al municipio andaluz de Hinojares, en la provincia de Jaén.

## Marqueses de Hinojares
I. Iñigo Rodolfo Fernández de Angulo Sandoval, casado con Teresa de Salvatierra. Fundó un mayorazgo del marquesado y de la villa de Hinojares mediante escritura en 1699. Menciona en esta escritura que ni él ni sus hermanos ni hermanas tienen sucesión legítima y que, por el afecto que profesa a su primo hermano, Pedro Fernández del Campo y Angulo, I marqués de Mejorada del Campo, que el mayorazgo recaiga en su descendencia.
II. Iñigo Fernández del Campo y Salvatierra (n. 28 de enero de 1666), hijo de  Pedro Fernández del Campo y Angulo, I marqués de Mejorada,  y de Teresa de Salvatierra Blasco y Adanza. Contrajo matrimonio con Catalina de Quesada, señora de Ninches, sin sucesión de dicho matrimonio.
III. María Teresa Fernández del Campo y Alvarado-Bracamonte(también llamada María Teresa Fernández del Campo Angúlo y Velasco Alvarado y Bracamonte) hija segundogénita de Pedro Cayetano Fernández del Campo y Salvatierra (22 de abril de 1656-16 de mayo de 1721), II marqués de Mejorada del Campo y de Mariana Teresa de Alvarado-Bracamonte y Grimón (o Benavente-Quiñones) II marquesa de la Breña.  Contrajo matrimonio con Juan Alfonso de Sousa de Portugal y Manuel de Landó (1698-1764), hijo de Vasco Alfonso, conde de los Arenales, y María Manuel Ruiz de León, X marqués de Guadalcázar, conde de los Arenales, vizconde de la Torre de Guadiamar, alcalde mayor de Sevilla, caballero de la Orden de Alcántara y mayordomo del rey Felipe V.
III. María Teresa Fernández del Campo y Alvarado-Bracamonte(también llamada María Teresa Fernández del Campo Angúlo y Velasco Alvarado y Bracamonte) hija segundogénita de Pedro Cayetano Fernández del Campo y Salvatierra (22 de abril de 1656-16 de mayo de 1721), II marqués de Mejorada del Campo y de Mariana Teresa de Alvarado-Bracamonte y Grimón (o Benavente-Quiñones) II marquesa de la Breña.  Contrajo matrimonio con Juan Alfonso de Sousa de Portugal y Manuel de Landó (1698-1764), X marqués de Gudalcázar, conde de los Arenales, vizconde de la Torre de Guadiamar, alcalde mayor de Sevilla, caballero de la Orden de Alcántara y mayordomo del rey Felipe V. De este matrimonio nacieron nueve hijo: María Ramona, Vasco Alfonso de Sousa –que casó con su sobrina, Antonia Fausta Alfonso de Sousa de Portugal y Fernández del Campo− Tomás; Elvira, Juana, Pedro, Rosendo y Rafael que murieron en la infancia, Miguel y Francisco Javier.
IV. Antonia Fausta Alfonso de Sousa de Portugal y Fernández del Campo, marquesa de Mejorada del Campo y de la Breña. hija de Cristóbal Alfonso de Sousa de Portugal y Manuel de Lando (m. 1737), casado con María Sinforosa Fernández del Campo Angulo y Velasco,Tovar Martín, 2Cristóbal; Marín Tovar (2009).  Ministerio de Justicia, Secretaría General Técnica, ed. El Palacio Parcent. Madrid. p. 67. ISBN 978-84-7787-121-7. V condesa de la Breña. Contrajo dos matrimonios, el primero con Tomás José de los Ríos Cabrera y Cárdenas de quien no hubo descendencia. En segundas nupcias se casó con su primo hermano, Vasco Alfonso de Sousa de Portugal Fernández del Campo (m. 1777), XI marqués de Guadalcázar, V marqués de Hinojosa, VIII conde de los Arenales y hermano mayor del que se casó con su hija Francisca. Le sucedió su hija:
V. Francisca de Borja Alfonso de Sousa de Portugal y Alfonso de Sousa Portugal (1747-1820), marquesa de Mejorada del Campo y de la Breña, condesa de los Arenales y de la Fuente del Sauco y vizcondesa de la Torre de Guadiamar.  Contrajo matrimonio en Córdoba en 1766 con su tío carnal, Pedro Alfonso de Portugal y Fernández del Campo (Córdoba, 24 de septiembre de 1733-Madrid, 21 de mayo de 1783). Aunque en algunas genealogías  Francisca de Borja figura como  XII marquesa de Guadalcázar, el que ostentó ese título fue su esposo, a quien correspondía «por razón de las reglas de sucesión de esta merced». Le sucedió su hijo.
VI. Rafael António Alfonso de Sousa de Portugal (1771-2 de mayo de 1810) XIII marqués de Gualdacázar. Contrajo dos matrimonios.  El primero el 11 de agosto de 1789 con María Isidra de Guzmán y de la Cerda (m. 5 de marzo de 1803), «la célebre Doctora de Alcalá, primera mujer universitaria» hija del XIII conde de Oñate, VII marqués de Montealegre y de la duquesa de Nájera, y después, en segundas nupcias en 1808 con Margarita Godeau d'Etraigue.  Le sucedió su hijo.
VII. Isidro Rafael Alfonso de Sousa y Guzmán (Córdoba, 24 de agosto de 1797-Madrid, 26 de agosto de 1870), XIV marqués de Guadalcázar, marqués de Mejorada del Campo, marqués de Breñas y conde de los Arenales y de Fuente del Sauco, contrajo matrimonio en 1841 en Sevilla con María Josefa Núñez de Prado y Virués de Segovia de quien no hubo descendencia. Le sucedió su sobrina nieta;
VIII. María Josefa de Salamanca y Wall, XVIII marquesa de Guadalcázar, hija de Francisco Javier de Salamanca y Negrete, VI marqués de Torremanzanal, y de María Luisa Wall, y Alfonso de Sousa y Portugal, XVII marquesa de Guadalcázar. Se casó con Luis del Hierro y Alarcón. Le sucedió su sobrino.
IX. José María de Castillejo y Wall,  V Conde de Floridablanca);
X. Juan Bautista de Castillejo y Ussia, X duque de San Miguel, III marqués de Colomo, etc;
XI. Dolores Castillejo y de Oriol.